# 사쿠간

《사쿠간》(일본어: サクガン)은 사테라이트에서 제작한 일본의 애니메이션이다.

## 줄거리
암반에 가로막힌 콜로니에서 인류가 살아가는 먼 미래. 그 밖에는 라비린스라 불리는 위험한 미개척 지대가 있었고 그곳을 개척하려는 자들은 마커로 불렸다. 마커를 지향하는 소녀 메멤푸와 그의 아버지이자 전직 마커 가감바는 라비린스에게 도전하려고 한다.

### 방송 일시
| 방송 채널 | 방송 기간                | 방영 시간 | 비고 |
| --------- | ------------------------ | --------- | ---- |
| Tokyo MX  | 2021년 10월 7일~12월 2일 |           | 종료 |
| KBS 키즈  | 2022년 9월 1일~9월 22일  |           | 종료 |